# Kellogg (Minnesota)
Kellogg és una població dels Estats Units a l'estat de Minnesota. Segons el cens del 2008 tenia 472 habitants.

## Demografia
Segons el cens del 2000, Kellogg tenia 439 habitants, 175 habitatges, i 117 famílies. La densitat de població era de 584,5 habitants per km².
Dels 175 habitatges en un 33,1% hi vivien nens de menys de 18 anys, en un 53,7% hi vivien parelles casades, en un 8% dones solteres, i en un 33,1% no eren unitats familiars. En el 27,4% dels habitatges hi vivien persones soles el 12,6% de les quals corresponia a persones de 65 anys o més que vivien soles. El nombre mitjà de persones vivint en cada habitatge era de 2,51 i el nombre mitjà de persones que vivien en cada família era de 3,03.
Per edats la població es repartia de la següent manera: un 28,5% tenia menys de 18 anys, un 6,6% entre 18 i 24, un 28% entre 25 i 44, un 21,4% de 45 a 60 i un 15,5% 65 anys o més.
L'edat mediana era de 37 anys. Per cada 100 dones de 18 o més anys hi havia 91,5 homes.
La renda mediana per habitatge era de 37.885$ i la renda mediana per família de 40.515$. Els homes tenien una renda mediana de 28.125$ mentre que les dones 22.885$. La renda per capita de la població era de 16.216$. Entorn del 6,5% de les famílies i el 14% de la població estaven per davall del llindar de pobresa.

## Poblacions més properes
El següent diagrama mostra les poblacions més properes.